# Never Forget (chanson de Take That)
Singles de Take That
Back for Good
(1995) How Deep Is Your Love
(1996)
Clip vidéo
[vidéo] « Never Forget », sur YouTube
Never Forget est une chanson du boys band anglais Take That extraite de leur troisième album studio, intitulé Nobody Else et sorti (au Royaume-Uni) en mai 1995.
Le 24 juillet 1995 la chanson a été publiée en single. C'était le troisième et le dernier (sans compter Sunday to Saturday qui sera publié uniquement au Japon) single tiré de cet album.
Le single a débuté à la 1re place du hit-parade britannique (pour la semaine du 30 juillet 1995 au 5 août 1995) et gardé cette place deux semaines de plus.